# فرلینگهویسن، نیوجرسی
فرلینگهویسن (به انگلیسی: Frelinghuysen Township) شهری در ایالت نیوجرسی کشور ایالات متحده آمریکا است که جمعیت آن در سرشماری سال ۲۰۱۰ میلادی، ۲٬۲۳۰ نفر بوده‌است.